# Bill Hunter (attore)
William John "Bill" Hunter (Ballarat, 27 febbraio 1940 – Kew, 21 maggio 2011) è stato un attore di cinema, televisione e teatro australiano.

## Biografia
È apparso in più di sessanta film ed ha vinto due Australian Film Institute Awards. È stato sposato con l'attrice Rhoda Roberts dal 1993 al 1999
È morto il 21 maggio 2011, all'età di 71 anni, per un cancro al fegato.

## Filmografia parziale
- Death of a Soldier, regia di Philippe Mora (1986)
- Ballroom - Gara di ballo (Stricly Ballroom), regia di Baz Luhrmann (1992)
- Broken Highway, regia di Laurie McInnes (1993)
- Priscilla - La regina del deserto (The Adventures of Priscilla, Queen of the Desert), regia di Stephan Elliott (1994)
- Le nozze di Muriel (Muriel's Wedding), regia di P. J. Hogan (1994)
- In corsa con il sole (Race the Sun), regia di Charles T. Kanganis (1996)
- L'ultima spiaggia (On the Beach), regia di Russell Mulcahy (2000) - film TV
- Kangaroo Jack - Prendi i soldi e salta (Kangaroo Jack), regia di David McNally (2003)
- Alla ricerca di Nemo (Finding Nemo), regia di Andrew Stanton (2003) - voce
- The Square, regia di Nash Edgerton (2008)
- Australia, regia di Baz Luhrmann (2008)

## Doppiatori italiani
- Emilio Cappuccio in Ballroom - Gara di ballo
- Bruno Alessandro in Priscilla - La regina del deserto
- Dario Penne in Alla ricerca di Nemo